# غذای منجمد

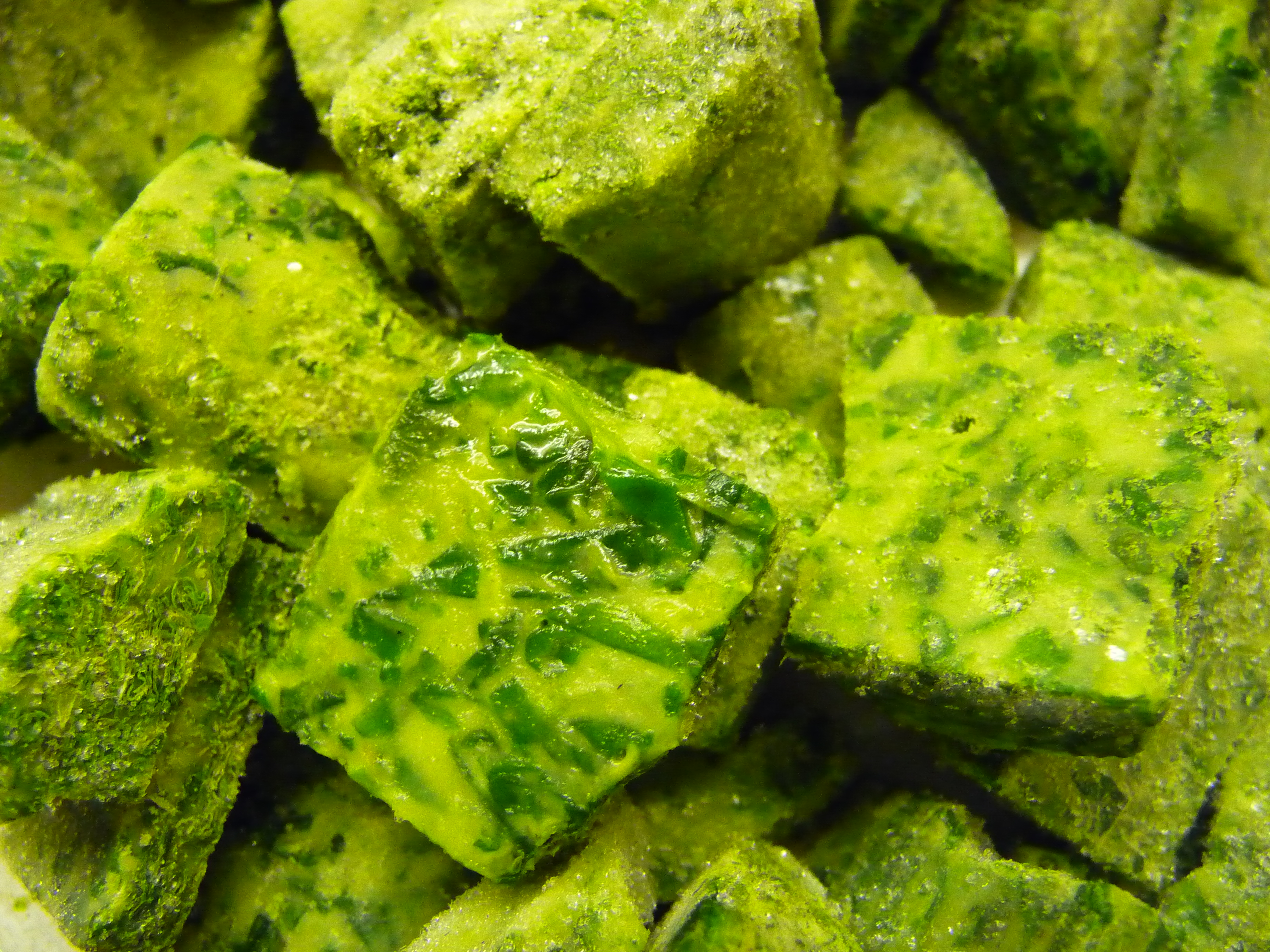
اسفناج منجمد.

غذای منجمد (انگلیسی: Frozen food) یا غذای یخ زده، به مواد غذایی اطلاق می‌شود که از لحظه آماده شدن تا هنگام مصرف، به صورت منجمد شده نگهداری می‌شود. پیشینه منجمد کردن مواد غذایی با هدف نگهداری غذا، به قرن‌ها پیش بازمی‌گردد، که کشاورزان و ماهیگیران با استفاده از یخ‌های زمستانه اقدام به نگهداری مواد غذایی طبیعی در فصل زمستان می‌کردند. تاریخچه فرم کنونی غذاهای منجمد نیز به سال ۱۸۶۱ بر می‌گردد، که توماس ساتکلیف مورت، نخستین شرکت غذاهای منجمد در جهان را با کمک یوجین دومینیک نیکول، مهندس فرانسوی، در شهر سیدنی، استرالیا تأسیس کرد. امروزه در علوم و صنایع غذایی دو فرایند برای تولید غذاهای منجمد وجود دارد که شامل روش مکانیکی و فریزری می‌باشد.